# Deutsche Hirntumorhilfe
Die Deutsche Hirntumorhilfe e.V. ist eine unabhängige, gemeinnützige Organisation zur Förderung der neuroonkologischen Forschung und Verbesserung der Patientenversorgung.

## Geschichte
Die Deutsche Hirntumorhilfe wurde am 1. August 1998 gegründet.
Im Jahr 2000 initiierte der Verein den Welthirntumortag (World Brain Tumor Day), der als Gedenk- und Aktionstag am 8. Juni stattfindet.

## Organisation
Der Sitz des Vereins ist Leipzig.  Nach eigenen Angaben hat der Verein bisher etwa 1200 Mitglieder aus 14 Nationen. Er gilt als die einzige Organisation im deutschsprachigen Raum, die sich speziell für die Interessen von Hirntumorpatienten einsetzt. Entsprechend dem Motto „Wissen schafft Zukunft“ werden Patienten und Fachpersonal aktuelle Informationen über Standards und Fortschritte in der Therapie von Hirntumoren zur Verfügung gestellt. Hirntumor- und Hirnmetastasenpatienten wird Beistand und Hilfe angeboten.

## Anlass
Allein in Deutschland erkranken jährlich mehr als 7000 Menschen an einem bösartigen, primären Hirntumor, weltweit sind es täglich über 700 neue Fälle. Bedeutend höher ist die Zahl der Patienten mit Hirnmetastasen, die sich infolge von anderen Krebsleiden entwickeln. Bei Kindern sind Hirntumoren die zweithäufigste Krebserkrankung.

## Tätigkeit
Die Deutsche Hirntumorhilfe schafft Öffentlichkeit für Hirntumorpatienten durch Aktionen wie den Welthirntumortag. Dieser wird von entsprechenden Kliniken unterstützt. Außerdem werden in Zusammenarbeit mit lokalen Fachkliniken Informationstage und Symposien veranstaltet.
Die bei allen Tumorerkrankungen wichtige Unterstützung der Betroffenen wird durch die Zusammenarbeit mit Psychoonkologen erreicht.

### Informationstage
An den Informationstagen der Deutschen Hirntumorhilfe nehmen zahlreiche Mediziner und Wissenschaftler teil.

### Internationale Vernetzung
Die Deutsche Hirntumorhilfe kooperiert mit der International Brain Tumour Alliance.

### Welthirntumortag
Ziel des Tages ist es, weltweit die öffentliche Aufmerksamkeit für diese nur wenig bekannte und im Vergleich zu anderen Krebserkrankungen seltene Krebsart zu gewinnen und die Öffentlichkeit auf die Situation von Hirntumorpatienten aufmerksam zu machen. Darüber hinaus soll der Tag eine Mahnung an die Verantwortlichen in Politik und Wirtschaft sein, die Forschung und eine verstärkte interdisziplinäre Zusammenarbeit zu unterstützen, um so die Therapiemöglichkeiten zu vergrößern.

### Förderung von Patientengruppen
Neben der Pflege nationaler und internationaler Fachkontakte wird mit nationalen und internationalen Patientengruppen kooperiert. Ziel ist es, durch Unterstützung von Patienteninitiativen das Versorgungsnetz für Krebskranke stetig zu verbessern. Die Deutsche Hirntumorhilfe initiiert und fördert seit ihrer Gründung regionale Patientengruppen insbesondere für Hirntumor- und Hirnmetastasenpatienten. Dabei wird nicht nur der Selbsthilfegedanke, sondern auch die konkrete Arbeit dieser regionalen Hirntumorpatientengruppen gefördert. Betroffene werden durch eine Vielzahl von Projekten bei der Krankheitsbewältigung unterstützt. Bundesweit gibt es mit Hilfe der Deutschen Hirntumorhilfe in der Zwischenzeit bundesweit über 50 aktive Patientengruppen und über 200 regionale telefonische Ansprechpartner.
Die Deutsche Hirntumorhilfe wird von Fachärzten und Fachkliniken als Ansprechpartner genannt.

### Veröffentlichungen
Die Deutsche Hirntumorhilfe gibt die unregelmäßig erscheinende Zeitschrift brainstorm heraus, die sich nach Vereinsangaben sowohl an Ärzte als auch an Patienten und ihre Angehörigen richtet.